# Diabla Skała (Krzyworzeka)
Diabla Skała – skała we wsi Krzyworzeka, znajdująca się w lesie po północnej stronie zabudowań tej wsi. Jest to Feledówka – najwyżej położone osiedle wsi Krzyworzeka w gminie Raciechowice, w powiecie myślenickim, w województwie małopolskim w Beskidzie Wyspowym. Skała znajduje się na małym grzbiecie w odległości około 300 m na północ od zabudowań Feledówki.
Diabla Skała ma długości ok. 20 m i wysokość do 4 m. Zbudowana jest z piaskowca istebniańskiego złożonego głównie z frakcji drobnoziarnistej, ale występuje także frakcja średnio- i gruboziarnista (zwłaszcza u podstawy skały). Piaskowiec ten składa się głównie z dobrze otoczonego kwarcu i skaleni i ma barwę od żółtej do szarej. Skała ma postać silnie przewieszonego skalnego murku. Miejscami jest silnie porośnięta mchem i zwietrzała. W grzbiecie poniżej Diablej Skały na długości około 100 m jest jeszcze kilka innych wychodni, ale są mniejsze.

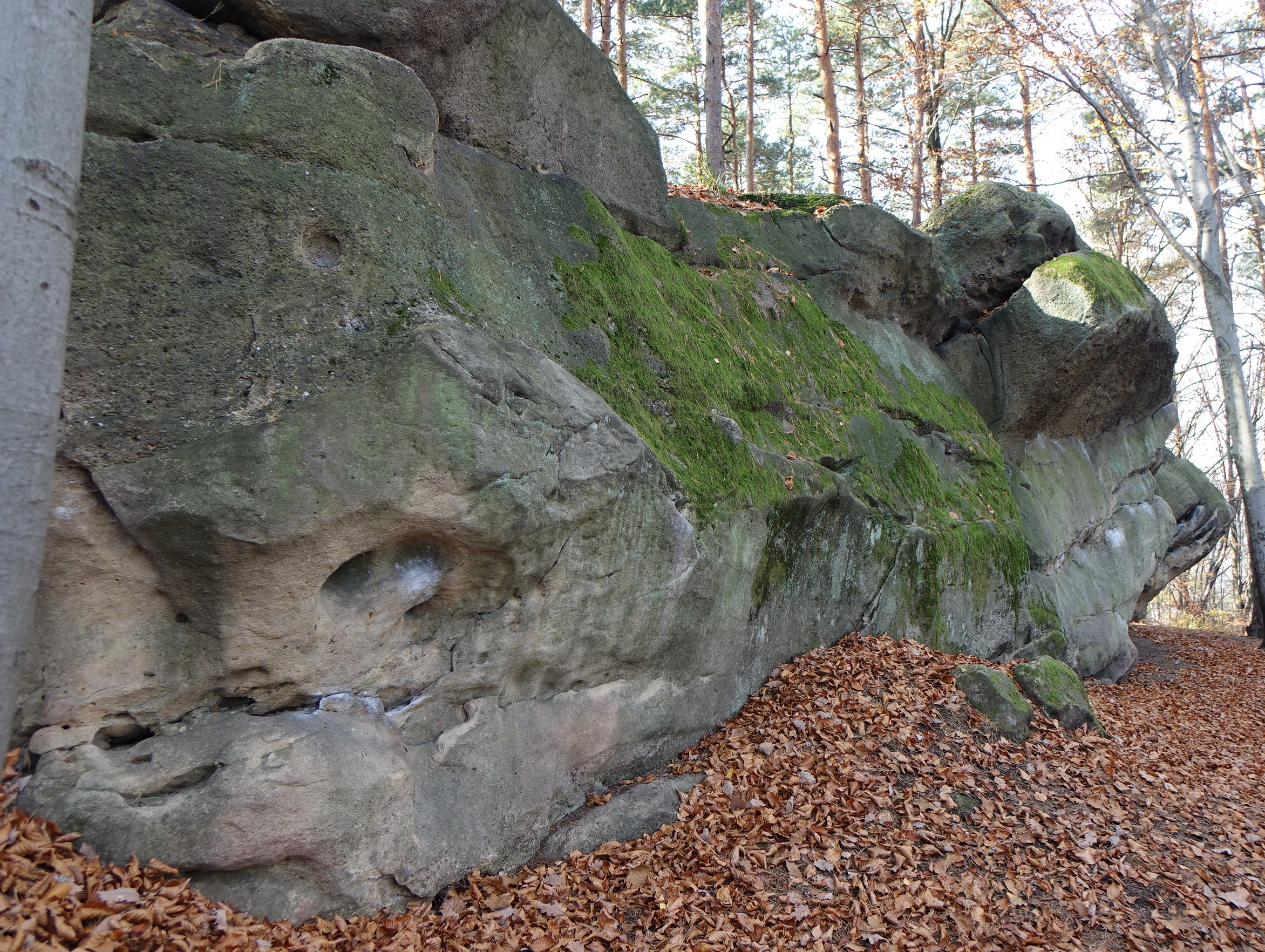
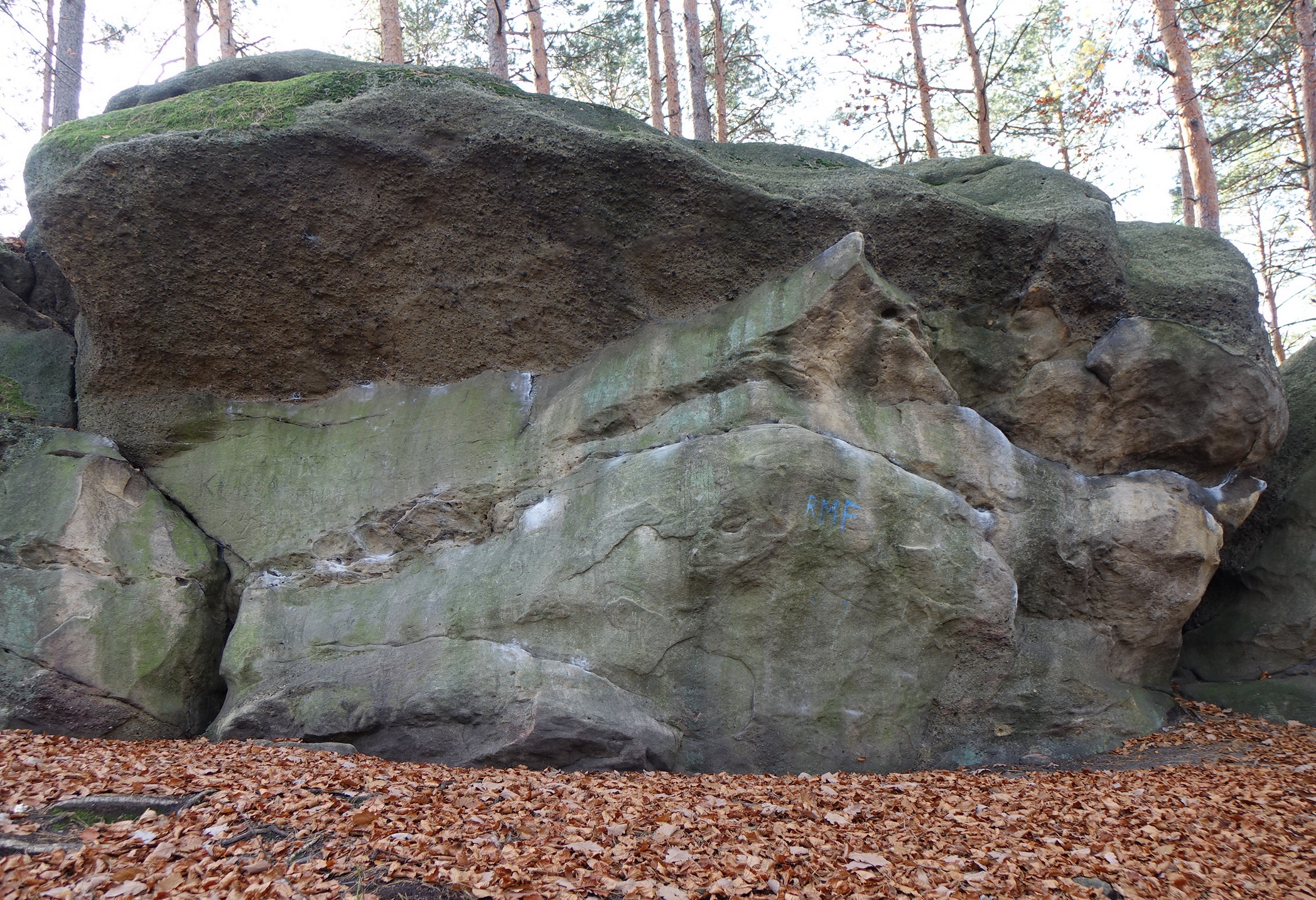
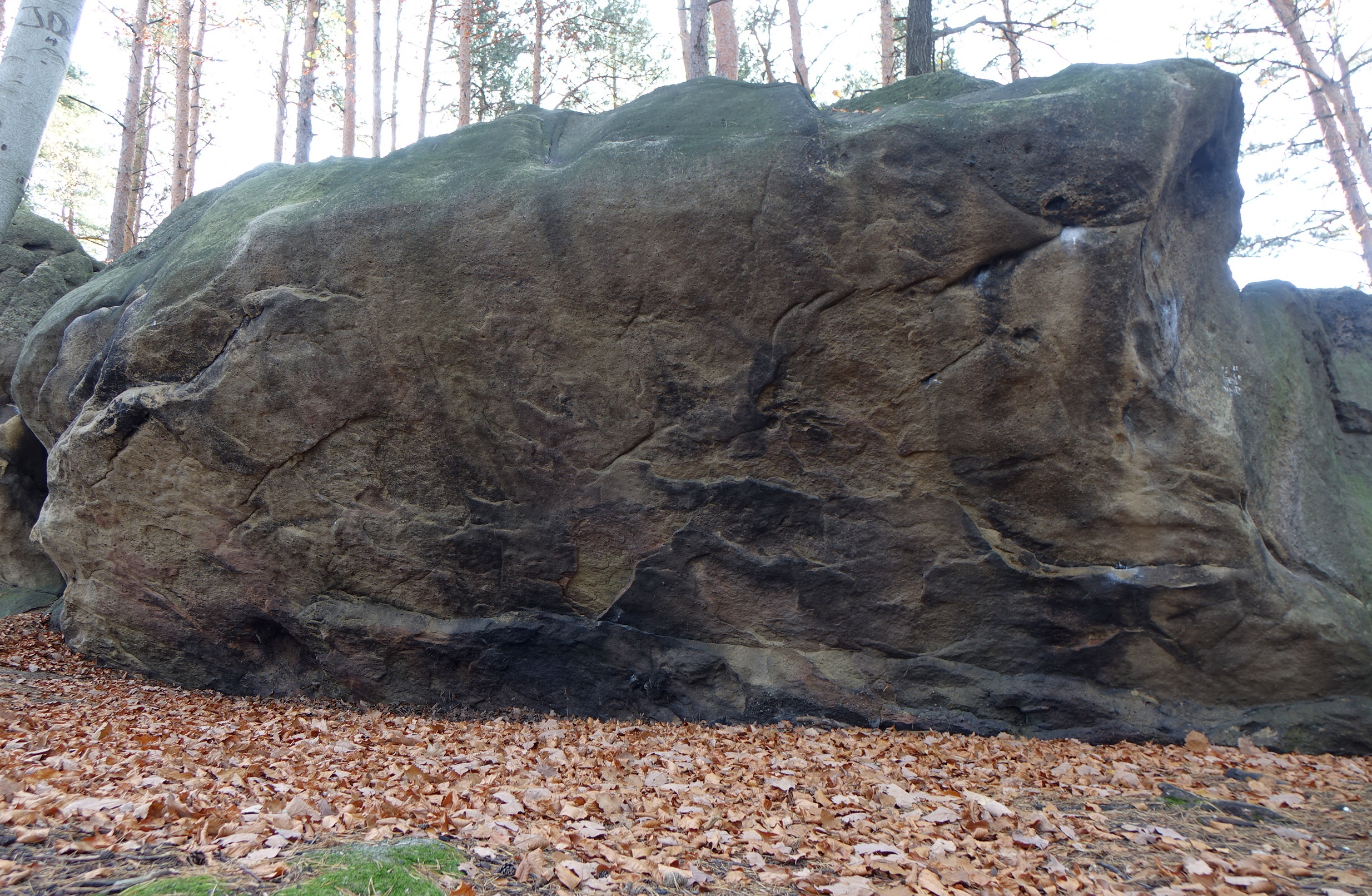
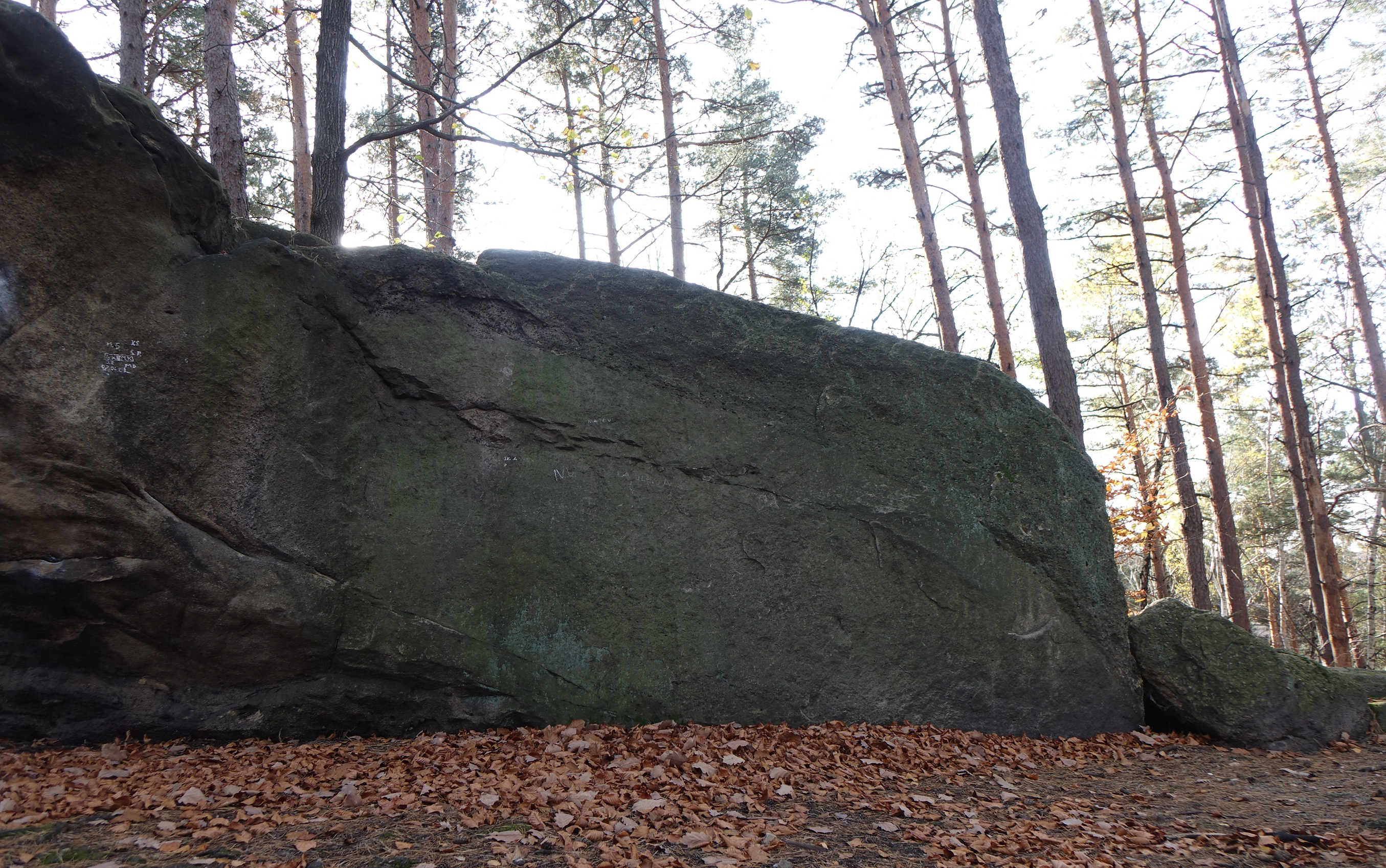
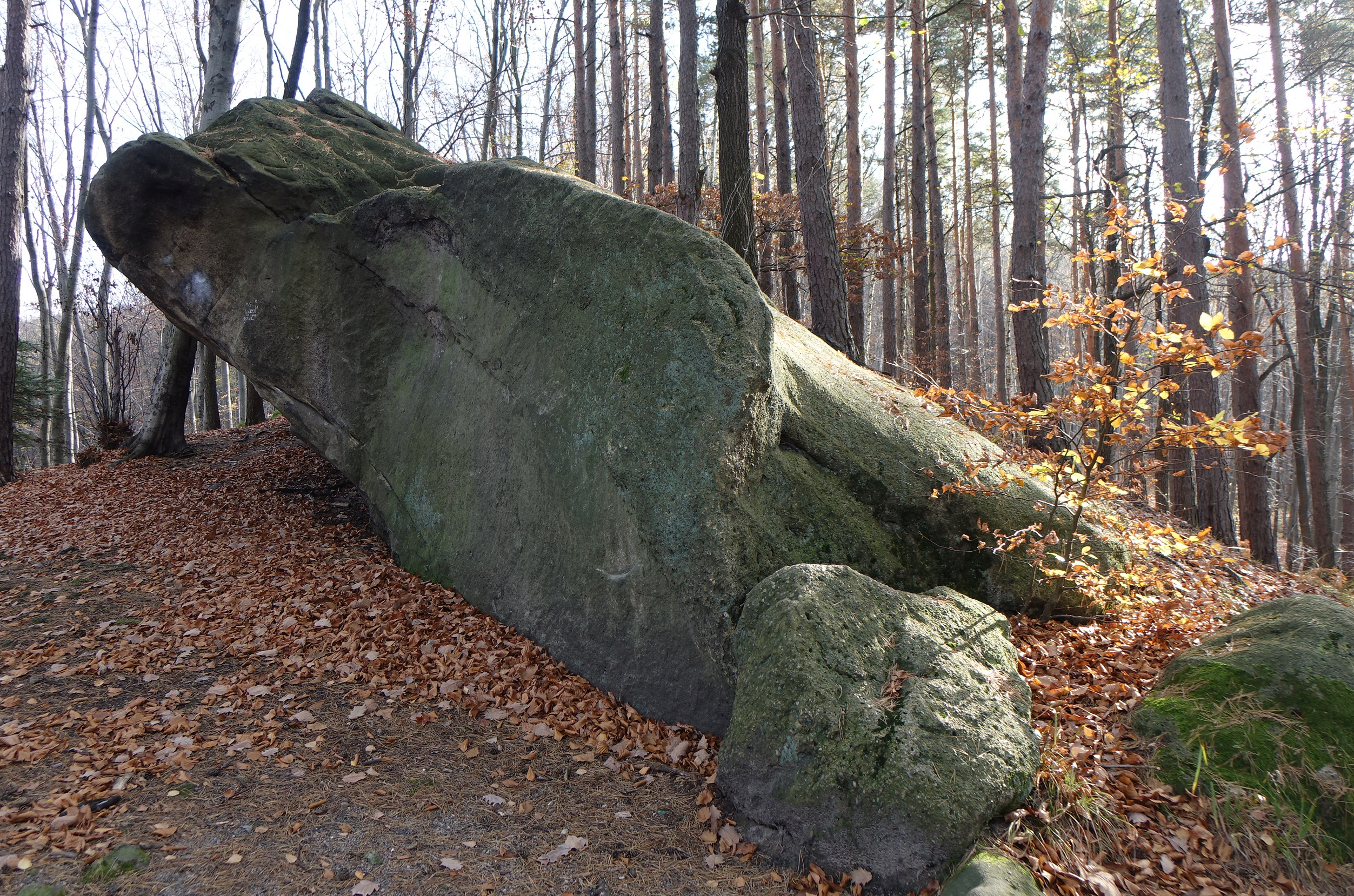

Diabla Skała jest dość popularną skałą do uprawiania boulderingu. Są na niej 22 baldy o trudności od 3 do 7a+ w skali francuskiej. Punkty startowe do nich ze stania, siedzenia lub doskoku.

1. Afrikakorps; 3+
2. Rudolf; 6a
3. Lajtowy soft; 5+
4. Sofcik; 5+
5. Lajcik; 5
6. Ryska; 3
7. Fear is the weapon on mass destruction; 6b+
8. Ramzes; 6b
9. Nefretete; 6b+
10. Sfinks; 5
11. Deep forest; 6a+
12. Graf zero; 5
13. Gryfne konopie; 6b+
14. Lewe konopie; 7a+
15. Filip z konopi; 7a
16. Bracie, gdzie jesteś; 6b+
17. Filipiny; 6a+
18. Czarna mamba; 7a
19. One shot, one opportunity; 6b

Trawersy
1. Trawers Baraki; 6b
2. Trawers Pisiora; 6c
3. Fear of the dark; 6c+
4. Trawers po kancie; 3[3].